# London Underground 1973 Tube Stock
Der London Underground 1973 Tube Stock (oder auch kurz nur 73 Tube Stock) ist eine Baureihe elektrischer Triebwagen, die auf der Londoner Piccadilly Line eingesetzt wird. Entsprechend der bei London Underground üblichen Konvention leitet sich die Bezeichnung aus dem Jahr der geplanten Indienststellung (1973) ab.

## Geschichte
Der 1973 Tube Stock wurde im Rahmen der Verlängerung der Piccadilly Line zum Flughafen Heathrow bestellt. Obwohl der auf der Piccadilly Line eingesetzte 1959 Tube Stock noch relativ jung war, entschied man sich für eine neuentwickelte Baureihe, um den Fahrgästen zum Flughafen mehr Platz für Gepäck bieten zu können. Die Züge des 1959 Tube Stock wurden in der Folge auf die Northern Line verschoben. Der erste Fahrgasteinsatz des 1973 Tube Stock erfolgte im Rahmen der Eröffnung der Station Hatton Cross am 19. Juli 1975, der erste reguläre Linieneinsatz folgte am 18. August 1975.
Die Züge wurden von 1995 bis 2000 bei Bombardier Prorail modernisiert.
Bis 2027 soll der 1973 Stock durch von Siemens gelieferte Neunwagenzüge des 2024 Stock abgelöst werden.

## Zugbildung und Details
Ein Zug des 1973 Tube Stock wird aus zwei Einheiten mit je drei Wagen gebildet. Dabei bestehen die Einheiten normalerweise aus einem Driving Motor Car (DM), einem Trailer Car (T) und einem Uncoupling Non-Driving Motor Car (UNDM), damit ergibt sich im Normalfall folgende Reihung: DM-T-UNDM-UNDM-T-DM. Dabei ist ein Driving Motor Car mit Antrieb und Führerstand ausgestattet, ein Uncoupling Non-Driving Motor Car besitzt zwar einen Antrieb, jedoch nur einen Rangierfahrschalter, um das Trennen und Rangieren in den Betriebshöfen zu ermöglichen. Ein Trailer Car ist weder mit Antrieben noch mit Führerstand ausgestattet. Einige Einheiten besitzen zur Erhöhung der Flexibilität statt eines Uncoupling Non-Driving Motor Car einen zweiten Driving Motor Car und haben somit Führerstände an beiden Enden.
Gegenüber dem 1959 Tube Stock, den der 1973 Tube Stock auf der Piccadilly Line ersetzt hat, besteht ein Zug damit nur noch aus sechs statt sieben Wagen, dafür wurden die einzelnen Wagenkästen verlängert. Ein ganzer Zug des 1973 Tube Stock ist dennoch etwa fünf Meter kürzer und passt daher vollständig an alle Bahnsteige der Piccadilly Line, dies war für den später geplanten Umbau auf One Person Operation (Einmannbetrieb) notwendig, da die nötigen Spiegel bzw. Monitore nur auf den Bahnsteigen montiert werden können. Ausgeliefert wurden die Züge jedoch noch für den Betrieb mit Guards, die das Schließen der Türen überwachten. Um den Einsatz zum Flughafen Heathrow zu ermöglichen, wurde direkt an den Türen Platz geschaffen, um den Transport des Reisegepäcks der Passagiere zu erleichtern. Die Wagenkästen wurden mit unlackierten Aluminium beplankt, lediglich die Frontfläche unterhalb der Führerstandsfenster wurde rot lackiert.
Im Rahmen der Modernisierung erhielten die Fahrzeuge dann die Underground-Lackierung (weißer Wagenkasten mit blauem Streifen am Boden, Türen und Führerstand in rot), neben der neuen Lackierung erhielten die Fahrzeuge auch neue Zielanzeigen in LCD-Technik. Auch die Inneneinrichtung wurde bei der Modernisierung neu gestaltet, die bisherige Mischung aus Längs- und Quersitzen wurde durch eine reine Längsbestuhlung ersetzt, die freie Fläche neben den Türen wurden vergrößert und in diesen Bereichen ein gepolsterter Vorsprung zum Anlehnen angebracht. Daneben wurde der Innenraum mit LED-Anzeigen für die Fahrgastinformation ausgestattet. An den führerstandslosen Enden der Wagenkästen wurden zusätzliche Fenster installiert, um den Blick in den Nachbarwagen zu ermöglichen. Eine weitere Neuerung stellen die geänderten Fronttüren an den Führerständen dar, diese erhielten eine ausklappende Treppe mit Handläufen, damit bei einer Evakuierung des Zuges das Fahrzeug vorwärts und somit schneller verlassen werden kann als zuvor. Vor der Modernisierung wurden in einem solchen Fall, kleine Leitern benutzt, die man rückwärts hinunter steigen musste.

## Einsatz
Die Züge kommen nur auf der Piccadilly Line zum Einsatz, im Fahrgastbetrieb fast ausschließlich als 6-Wagen-Züge. Bis zur Einstellung im Jahre 1994 wurde ein 3-Wagen-Zug mit zwei Führerständen im Pendelbetrieb auf der Zweigstrecke zwischen Holborn und Aldwych eingesetzt. Seit der Modernisierung ist ein Einsatz auf anderen Linien ohne weitere Vorkehrungen nicht möglich.